# Liste der Baudenkmale in Lieberose
In der Liste der Baudenkmale in Lieberose sind alle Baudenkmale der brandenburgischen Gemeinde Lieberose aufgelistet. Grundlage ist die Veröffentlichung der Landesdenkmalliste mit dem Stand vom 31. Dezember 2021. Die Bodendenkmale sind in der Liste der Bodendenkmale in Lieberose aufgeführt.

## Baudenkmale in den Ortsteilen
In den Spalten befinden sich folgende Informationen:
- ID-Nr.: Die Nummer wird vom Brandenburgischen Landesamt für Denkmalpflege vergeben. Ein Link hinter der Nummer führt zum Eintrag über das Denkmal in der Denkmaldatenbank. In dieser Spalte kann sich zusätzlich das Wort Wikidata befinden, der entsprechende Link führt zu Angaben zu diesem Denkmal bei Wikidata.
- Lage: die Adresse des Denkmales und die geographischen Koordinaten. Link zu einem Kartenansichtstool, um Koordinaten zu setzen. In der Kartenansicht sind Denkmale ohne Koordinaten mit einem roten beziehungsweise orangen Marker dargestellt und können in der Karte gesetzt werden. Denkmale ohne Bild sind mit einem blauen bzw. roten Marker gekennzeichnet, Denkmale mit Bild mit einem grünen beziehungsweise orangen Marker.
- Bezeichnung: Bezeichnung in den offiziellen Listen des Brandenburgischen Landesamtes für Denkmalpflege. Ein Link hinter der Bezeichnung führt zum Wikipedia-Artikel über das Denkmal.
- Beschreibung: die Beschreibung des Denkmales
- Bild: ein Bild des Denkmales und gegebenenfalls einen Link zu weiteren Fotos des Baudenkmals im Medienarchiv Wikimedia Commons

### Goschen
| ID-Nr.   | Lage   | Bezeichnung                                                        | Beschreibung | Bild           |
| -------- | ------ | ------------------------------------------------------------------ | ------------ | -------------- |
| 09140374 | (Lage) | Gedenkstein („Friedrich-Stein“), am Feldweg von Goschen nach Damme |              | weitere Bilder |

### Lieberose
| ID-Nr.   | Lage                                         | Bezeichnung | Beschreibung | Bild |
| -------- | -------------------------------------------- | --- | --- | --- |
| 09140483 | Bahnhofstraße (Lage)                         | Grabstätte der Familie von Lindenau und der Familie von der Schulenburg, bestehend aus vier Grabkreuzen einschließlich Einfriedung der Begräbnisfläche, auf dem städtischen Friedhof | Grabinschriften - Friedrich Ferdinand Bernhard Achatz Graf von der Schulenburg geb. 20. Januar 1770 gest. 7. November 1847 - Auguste Sophie Rosemunde Gräfin v. d. Schulenburg geb. aus dem Winckel, geb. d. 22 Nov. 1770 gest. d. 13 Mai 1838. - Christiane Henriette Gräfin Lindenau, geborne von Arnim aus dem Hause Gröbe, im Königreiche Sachsen. Gestorben d. 27. Mai 1838 - Dem Andenken des Herrn Carl Heinrich August Grafen von Lindenau, Königl Preuß General Lieutenants und Oberstallmeisters, Johanniter - und vieler hoher Orden Ritters gewidmet. Geboren zu Machern bei Leipzig den 21. Februar 1755 Vollendet zu Bahrensdorf bei Beeskow den 11. August 1842 | weitere Bilder |
| 09140369 | Bahnhofstraße (Lage)                         | Mahnmal gegen Faschismus und Krieg, neben dem Friedhof | | Mahnmal gegen Faschismus und Krieg, neben dem Friedhof |
| 09140029 | Cottbuser Straße 12 (Lage)                   | Schule | | Schule |
| 09140370 | Heinz-Bergner-Platz, Cottbuser Straße (Lage) | Kursächsische Postmeilensäule | | weitere Bilder |
| 09140040 | Lindenplatz 4 (Lage)                         | Gaststätte „Lindenhof“ (Schützenhaus) einschließlich Saalanbau | | Gaststätte „Lindenhof“ (Schützenhaus) einschließlich Saalanbau |
| 09140386 | Lindenplatz 11 (Lage)                        | Wohnhaus | | Wohnhaus |
| 09140380 | Markt (Lage)                                 | Stadtkirche Lieberose – Turm sowie Ruine des Langhauses mit Umgangschor | Die ehemalige Stadtkirche ist seit 1945 eine Ruine. Der Westturm blieb fast unbeschädigt. | weitere Bilder |
| 09140381 | Markt (Lage)                                 | Landkirche mit Epitaph für Joachim von Schulenburg (1594) | Die ehemalige wendische Kirche stammt wahrscheinlich aus der Zeit der Reformation. In den Jahren 1948 bis 1950 wurde die Kirche umgebaut. Im Inneren Teile der Ausstattung der im Zweiten Weltkrieg zerstörten Stadtkirche. Über der Kanzel befindet sich das Spittalkruzifix aus der Zeit um 1500. | weitere Bilder |
| 09140371 | Markt 1-37 (Lage)                            | Ensemble Markt mit Stadtpfarrkirche, Landkirche und Rathaus sowie mit anliegenden Grundstücken und deren historischer Bebauung | | Ensemble Markt mit Stadtpfarrkirche, Landkirche und Rathaus sowie mit anliegenden Grundstücken und deren historischer Bebauung |
| 09140438 | Markt 1 (Lage)                               | Ehemalige Stadtschule (Kantorschulhaus) | Das Haus wurde um 1800 erbaut. In den Jahren 1825 und 1826 erfolgte der Anbau der Landkirche (Wendische Kirche) und Entfernung des östlichen Krüppelwalmes. Der Schulbetrieb endete 1911, da die Kirchgemeinde das Gebäude ankaufte und 1912 zur Pfarrwohnung umbauen ließ. Während der Sanierung 1935 wurde eine Fachwerkveranda angebaut. Dachstuhlsanierung und Neueindeckung erfolgten im Jahre 2002. | weitere Bilder |
| 09140382 | Markt 4 (Lage)                               | Rathaus | | weitere Bilder |
| 09140468 | Markt 19 (Lage)                              | Pfarrhaus | | weitere Bilder |
| 09140405 | Markt 29 (Lage)                              | Wohnhaus | | Wohnhaus |
| 09140039 | Mühlenstraße 13 (Lage)                       | Hospital | Das Fachwerkhaus stammt aus dem Jahre 1775. | Hospital |
| 09140420 | Mühlenstraße 20, 20a (Lage)                  | Gräfliches Stadtgut mit Wohn- und Verwalterhaus, Landwirtschaftsschule, südwestlichem Backsteingebäude, südöstlichem Backsteingebäude und Taubenturm | | Gräfliches Stadtgut mit Wohn- und Verwalterhaus, Landwirtschaftsschule, südwestlichem Backsteingebäude, südöstlichem Backsteingebäude und Taubenturm |
| 09140456 | Schloßhof 1, 4, 4a-b, 5, 5a-b (Lage)         | Wirtschaftshof des Schlosses Lieberose, bestehend aus der Darre (den Hof nach Süden abgrenzend), den Bauten Schlosshof Nr. 1 mit Hauptgebäude und Wirtschaftsflügel, dem Gebäudekomplex Schloßhof Nr. 4, 4a-b, dem ehemaligen Pferdestall (Schloßhof Nr. 5, 5a-b), dem erhaltenen Teil der Scheune (in der Nordwestecke des Wirtschaftshofs) einschließlich der Begrenzungsmauern mit Torpfeilern der Schlosszufahrt und der Freiflächen mit Platz- und Wegebefestigungen (einschließlich der Befestigung der Auffahrt in den Schlossinnenhof) sowie dem ehemaligen Nutzgartenland und dem Rest des Schlossgrabens | | Wirtschaftshof des Schlosses Lieberose, bestehend aus der Darre (den Hof nach Süden abgrenzend), den Bauten Schlosshof Nr. 1 mit Hauptgebäude und Wirtschaftsflügel, dem Gebäudekomplex Schloßhof Nr. 4, 4a-b, dem ehemaligen Pferdestall (Schloßhof Nr. 5, 5a-b), dem erhaltenen Teil der Scheune (in der Nordwestecke des Wirtschaftshofs) einschließlich der Begrenzungsmauern mit Torpfeilern der Schlosszufahrt und der Freiflächen mit Platz- und Wegebefestigungen (einschließlich der Befestigung der Auffahrt in den Schlossinnenhof) sowie dem ehemaligen Nutzgartenland und dem Rest des Schlossgrabens |
| 09140372 | Schloßhof 3 (Lage)                           | Schloss | Das ehemalige Schloss geht auf eine Wasserburg aus dem 14. Jahrhundert zurück. Ab dem 16. Jahrhundert wurde das Schloss von der Familie Schulenburg ausgebaut. Im Inneren befindet sich ein Gewölbe aus der Zeit der Renaissance. | weitere Bilder |
| 09140373 | Schloßpark, Kastanienallee (Lage)            | Schlosspark Lieberose mit einbezogenen land- und forstwirtschaftlichen Flächen einschließlich Neuem Garten und der von Süden auf das Schloss ausgerichteten Kastanienallee mit flankierenden Grünflächen sowie Kapelle und Grabstätten des Erbbegräbnisses, Dietrichstein, integriertem Schlossgärtnereigelände mit Gärtnerhaus (Schloßpark 1) einschließlich Gewächshausanbau und Gartenpavillon mit Einfriedung | | weitere Bilder |

### Trebitz
| ID-Nr.            | Lage                               | Bezeichnung                                                                                           | Beschreibung | Bild           |
| ----------------- | ---------------------------------- | --- | --- | -------------- |
| 09140443 Wikidata | Trebitzer Dorfstraße 44, 45 (Lage) | Dorfkirche, das der Kirche nördlich vorgelagerte Kirchhofsgelände mit Kriegerdenkmal sowie Dorfschule | Die Trebitzer Kirche wurde Ende des 18. Jahrhunderts vermutlich unter Einbeziehung des Vorgängerbaus errichtet, aus dem auch einige der Einrichtungsgegenstände stammen. | weitere Bilder |

## Ehemalige Baudenkmale
| ID-Nr.   | Lage                        | Bezeichnung       | Beschreibung | Bild                                                                                                  |
| -------- | --------------------------- | ----------------- | ------------ | --- |
| 09140376 | Goschen Dorfstraße 8 (Lage) | Stall mit Galerie |              | [[Vorlage:Bilderwunsch/code!/C:52.019979,14.288299!/D:Goschen Dorfstraße 8, Stall mit Galerie!/\|BW]] |